# Adolfo Zeoli
Adolfo Javier Zeoli Martínez (Montevidéu, 2 de maio de 1962) é um ex-futebolista profissional uruguaio, que atuava como goleiro.

## Carreira
Zeoli se profissionalizou no Danubio FC, em 1982.

## Seleção
Adolfo Zeoli fez parte do elenco da Seleção Uruguaia de Futebol da Copa do Mundo de 1990. 